# Lorette (Saarbrücken)
Lorette von Saarbrücken (gelegentlich auch Lauretta; * um 1220; † 30. September 1271) war von 1235 bis zu ihrem Tod Gräfin von Saarbrücken.

## Leben
Lorette wurde als Tochter des Grafen Simon III. von Saarbrücken und Lorette von Lothringen geboren. Nach dem Tod Simons III. ohne männlichen Erben entbrannte ein Erbstreit zwischen Lorette und ihren jüngeren Schwestern Mathilde und Johanna um die Grafschaft Saarbrücken, der 1235 durch den Bischof von Metz, Johann von Aprement, geschlichtet wurde. Lorette erhielt dabei den größten Teil der Grafschaft Saarbrücken als Metzer Lehen. Nach ihrem Tod 1271 ging die Grafschaft an ihre jüngere Schwester Mathilde über.
Im Jahre 1261 errichtete Lorette den Vorgängerbau der Saarbrücker Schlosskirche.

## Familie
Lorette war in erster Ehe mit Gottfried II. von Apremont verheiratet, in zweiter Ehe mit Dietrich Luf von Kleve. Beide Ehen blieben kinderlos.